# Geografia Wysp Marshalla

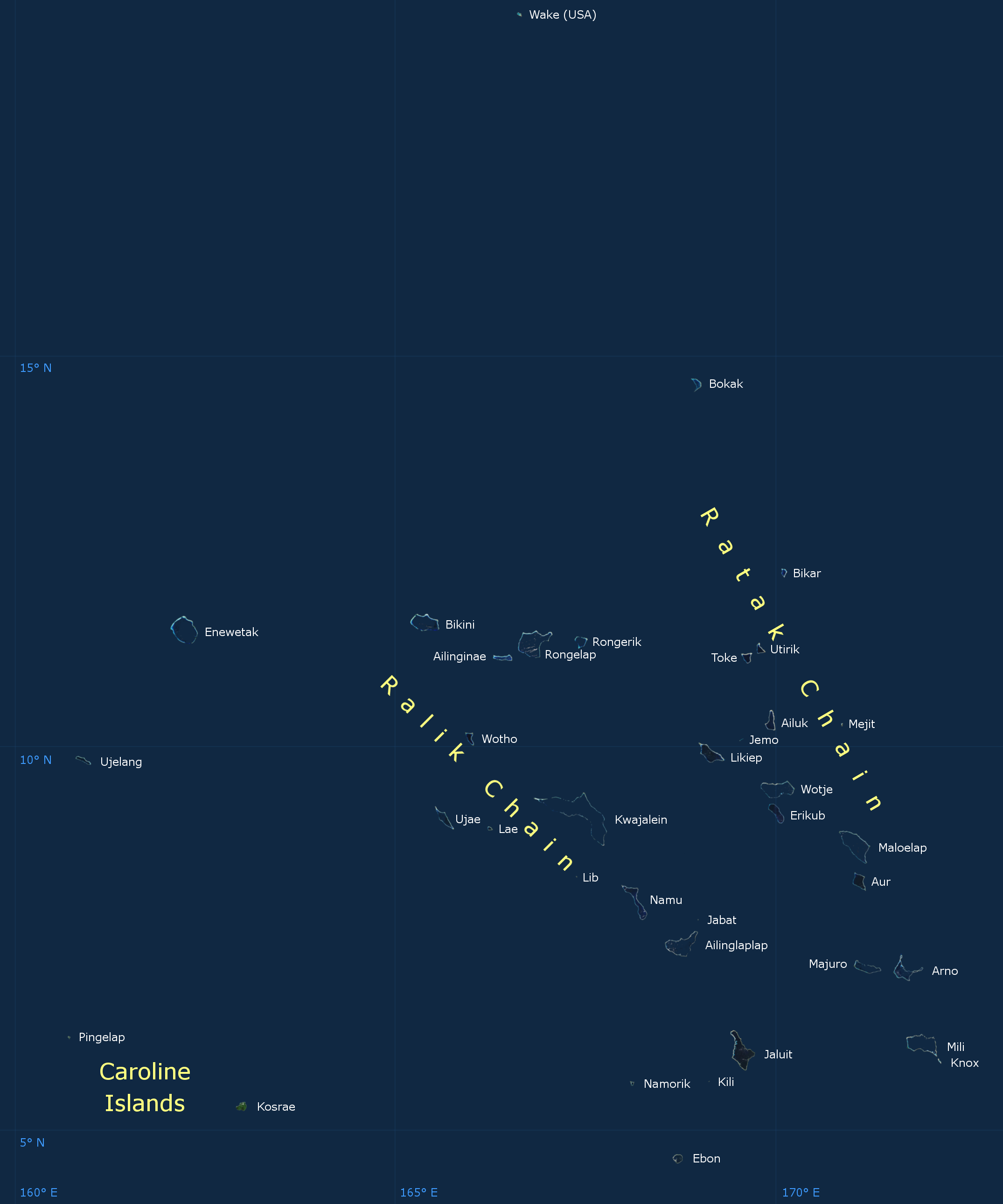
Mapa Wysp Marshalla wraz z atolem Wake, do którego państwo to rości sobie prawa

Wyspy Marshalla tworzy około 1225 wysepek i wysp rozrzuconych na środkowym Pacyfiku w Mikronezji na obszarze ponad miliona kilometrów kwadratowych. W skład państwa wchodzi 29 atoli oraz 5 izolowanych wysp, a łączna powierzchnia lądu wynosi zaledwie 181 km². Atole i wyspy tworzą dwie główne grupy: Ratak Chain i Ralik Chain. Dwie trzecie ludności wysp zamieszkuje dwie największe wyspy: Majuro, na której położona jest stolica Majuro, oraz Kwajalein, na której znajduje się baza amerykańska i przeludnione miasto Ebeye.

## Położenie
Wyspy Marshalla tworzy 29 atoli złożonych z wielu wysepek i pięciu wysp na środkowym Pacyfiku, przy czym Wyspy obejmują najbardziej wysunięte na wschód wyspy Mikronezji.
Wyspy Marshalla liczą w sumie ok. 1225 wysp i wysepek, które tworzą dwa prawie równolegle do siebie łańcuchy rozciągające się na dystansie ok. 1300 km od północnego zachodu do północnego wschodu: Ratak Chain (pol. „wschód słońca”) z 14 atolami i dwoma wyspami (Mejit i Jemo) oraz Ralik Chain (pol. „zachód słońca”) z 15 atolami i trzema wyspami (Lib, Jabat i Kili. Największe wyspy to: Kwajalein, Jaluit, Eniwetok i Majuro. Atol Kwajalein, który wraz z laguną zajmuje 2173,78 km², jest największym atolem na świecie.
Łączna powierzchnia lądowa wynosi 181 km², linia brzegowa 370,4 km, a średnia wysokość to 2 m n.p.m.  Najwyższym wzniesieniem jest nienazwany pagórek na atolu Likiep mierzący 10 m n.p.m.
Dwadzieścia atoli jest zamieszkanych – niezamieszkane są: Bokak, Bikar, Taka, Jemo i Erikub (Ratak Chain) oraz Ailinginae i Rongerik (Ralik Chain).
Morze terytorialne rozciąga się na odległość 12 Mm, a wyłączna strefa ekonomiczna 200 Mm.
Kraj ma granice morskie z Kiribati i Mikronezją.

### Punkty ekstremalne
- Najbardziej na północ – Atol Bokak
- Najbardziej na wschód – Atol Knox
- Najbardziej na południe – Atol Ebon
- Najbardziej na zachód – Atol Ujelang

## Geologia i rzeźba

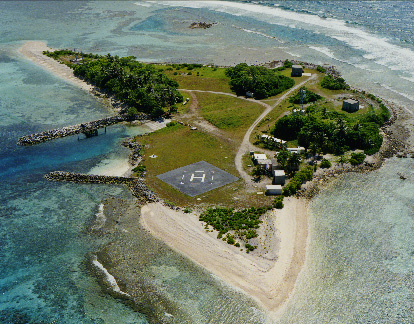
Wyspa Omelek

Wyspy Marshalla są pochodzenia koralowego, zbudowane z rafowych osadów, jakimi są wapienie rafowe i koralowce – mają formę atoli złożonych z laguny otoczonej wysepkami. Cały archipelag spoczywa na podmorskim wale pochodzenia wulkanicznego. Wyspy są wybitnie nizinne, płaskie, gdzie średnia wysokość nie przekracza kilku metrów nad poziom morza. Monotonię krajobrazu urozmaicają wydmy.
Na wyspach występują złoża fosforanów.

## Klimat
Wyspy Marshalla leżą w pobliżu równika, toteż znajdują się pod wpływem klimatu równikowego wilgotnego z wpływem pasatów. Jedynie północne atole znajdują się w strefie klimatu podrównikowego. Temperatury na wszystkich wyspach są wysokie, typowe dla klimatu równikowego. Średnia temperatura miesięczna to 27–28 °C.
Średnia roczna wynosi 26-28 °C. Dobowe i roczne różnice w temperaturach są niewielkie i z reguły nie przekraczają 5 °C. Fakt ten dotyczy także wysp najdalej oddalonych od równika. Wpływ na rozkład temperatur ma ocean i ciepłe prądy okołorównikowe.
Opady są wysokie. Najwyższe wartości notowane są na atolach leżących najbliżej równika, gdzie roczna suma opadów dochodzi do 4500 mm (opady całoroczne). W regionie tym nie ma wyraźnej pory suchej, a największe opady przypadają na miesiące letnie. Najmniejsze opady występują na północnych wyspach, gdzie roczna suma opadów w części północnej wynosi 1500–2000 mm (maksimum od lipca do października–listopada). Kilka atoli na północy nie jest zamieszkanych z powodu braku wody pitnej. W regionie tym zaznacza się wyraźna pora sucha.
Wyspy Marshalla nawiedzane są czasami przez cyklony tropikalne i sztormy tropikalne.
| Miesiąc                                      | Sty   | Lut   | Mar   | Kwi   | Maj   | Cze   | Lip   | Sie   | Wrz   | Paź   | Lis   | Gru   | Roczna |
| -------------------------------------------- | ----- | ----- | ----- | ----- | ----- | ----- | ----- | ----- | ----- | ----- | ----- | ----- | ------ |
| Rekordy maksymalnej temperatury [°C]         | 29.4  | 29.7  | 29.8  | 29.8  | 29.9  | 29.9  | 29.8  | 30.1  | 30.2  | 30.2  | 30.0  | 29.6  | 29,9   |
| Średnie dobowe temperatury [°C]              | 27.1  | 27.3  | 27.3  | 27.3  | 27.3  | 27.3  | 27.2  | 27.4  | 27.4  | 27.4  | 27.3  | 27.1  | 27,3   |
| Rekordy minimalnej temperatury [°C]          | 24.7  | 24.8  | 24.8  | 24.7  | 24.8  | 24.6  | 24.5  | 24.6  | 24.6  | 24.6  | 24.6  | 24.6  | 24,7   |
| Opady [mm]                                   | 214   | 156   | 210   | 261   | 284   | 294   | 330   | 293   | 316   | 352   | 325   | 301   | 3336   |
| Średnia liczba dni z opadami                 | 14    | 12    | 15    | 17    | 20    | 21    | 21    | 21    | 20    | 21    | 20    | 19    | 221    |
| Wilgotność [%]                               | 78    | 77    | 79    | 81    | 82    | 81    | 81    | 79    | 79    | 79    | 80    | 80    | 80     |
| Średnie usłonecznienie [h]                   | 224.4 | 218.6 | 252.8 | 219.4 | 224.8 | 210.8 | 217.0 | 232.2 | 217.8 | 205.4 | 191.4 | 197.4 | 2612,0 |
| Źródło: wetterkontor.de 18 czerwca 2017      |       |       |       |       |       |       |       |       |       |       |       |       |        |
| Źródło #2: MH Majuro WBAS AP 18 czerwca 2017 |       |       |       |       |       |       |       |       |       |       |       |       |        |

## Wody i gleby
Całkowity brak wód powierzchniowych. Wody gruntowe są zasolone. Gleby są przeważnie piaszczyste i mało urodzajne.

## Flora i fauna
Wyspy Marshalla porasta bujna roślinność tropikalna, w tym lasy tropikalne, które zajmują około 22% powierzchni kraju. Palmy kokosowe porastają 60% powierzchni wysp, występują tu także drzewa chlebowe i pandany.
Wyspy otaczają rafy koralowe, charakteryzujące się wysoką różnorodnością gatunkową – przy atolu Arno występuje 180 gatunków, a przy atolu Majuro 156.
Świat zwierząt jest ubogi i ogranicza się głównie do zwierząt morskich i prowadzących wodno-lądowy tryb życia. Na wyspach żyje kilka gatunków gadów, w tym pięć gatunków żółwi morskich, oraz płazów – siedem gatunków jaszczurek i jeden gatunek Scolecophidia. Bogaty świat zwierząt morskich reprezentuje ok. 250 gatunków ryb i 27 gatunków ssaków morskich do których należą m.in. delfiny i morświny. Na wyspach występuje 70 gatunków ptaków, z czego 31 ptaków morskich. Jedynym ssakiem lądowym (poza człowiekiem i fauną domową) na wyspach jest szczur polinezyjski. Pięć gatunków zwierząt występujących w wodach wokół wysp jest zagrożonych wyginięciem: płetwal błękitny, kaszalot spermacetowy, Ducula oceanica, żółw skórzasty i żółw szylkretowy. Ptilinopus porphyraceus i Gallirallus wakensis uznawane są za wymarłe.